# Europäischer Sozialgipfel
Der Europäische Sozialgipfel findet zweimal jährlich jeweils im Vorfeld der Frühjahrs- und der Herbsttagung des Europäischen Rates statt. Er bietet ein Forum für den Gedankenaustausch zwischen europäischen Sozialpartnern, der Europäischen Kommission und der Trio-Präsidentschaft. Oft wird auch der Name „dreigliedriger Sozialgipfel“ oder „Dreiparteien-Sozialgipfel“ verwendet.

## Zusammensetzung
Am Sozialgipfel nehmen die Regierungschefs und die Arbeitsminister der Mitgliedstaaten der aktuellen Trio-Ratspräsidentschaft, die Europäische Kommission und die europäischen Sozialpartner teil.
Die Sozialpartner sollen zwei gleich große, jeweils zehnköpfige Delegationen als ihre Vertreter bilden. Diese bestehen aus Abgesandten branchenübergreifender europäischer Verbände, die allgemeine Interessen oder spezifischere Interessen von Führungskräften sowie von kleinen und mittleren Unternehmen auf europäischer Ebene vertreten. Ihre technische Koordinierung obliegt dem Europäischen Gewerkschaftsbund (EGB) und der europäischen Industrie- und Arbeitgeberverbände (UNICE).

## Hintergrund
Zweck des Sozialgipfels ist die Einbindung der europäischen Sozialpartner in die Durchführung der Wirtschafts- und Sozialpolitik der Union. Die dreigliedrigen Sozialgipfel finden seit 2003 statt und sind die institutionalisierte Fortsetzung der informellen Sozialgipfel, die seit Dezember 2000 abgehalten wurden.
Auf dem ersten Sozialgipfel im neuen Format 2017 in Göteborg wurde in zwanzig Thesen der „soziale Pfeiler“ der Europäischen Union definiert. Vom Recht auf Ausbildung, über Gleichberechtigung und faire Löhne bis hin zum Recht auf Kinderbetreuung und dem Recht auf eine angemessene Wohnung reichten die Forderungen.
Auf dem Sozialgipfel in Porto 2021 wurden als Ziele die Reduzierung der armutsgefährdeten Europäer um 15 Millionen, die Anhebung der Beschäftigung auf 78 Prozent aller Erwachsenen, sowie die Erhöhung der Teilnahme an Fortbildungskursen auf jährlich 60 Prozent festgesetzt.
Auf dem Gipfel in Porto sträubten sich die Skandinavier gegen neue EU-Regeln für Mindestlöhne. Schon Ende April 2021 hatten sich elf EU-Länder – darunter die „Frugal Four“ Holland, Dänemark, Schweden und Österreich – gegen neue EU-Kompetenzen in der Sozialpolitik ausgesprochen. Auch viele osteuropäische EU-Staaten setzen auf das „aktivierungspolitische Paradigma Flexicurity“.

## Rechtsgrundlage
Ihre Rechtsgrundlage finden die Sozialgipfel im Beschluss (EU) 2016/1859 des Rates vom 13. Oktober 2016 über einen Dreigliedrigen Sozialgipfel für Wachstum und Beschäftigung.